# Georg August Schweinfurth
Pour les articles homonymes, voir Schweinfurth.
Georg August Schweinfurth (né le 29 décembre 1836 à Riga - mort le 19 septembre 1925 à Berlin), est un botaniste, ethnologue allemand de la Baltique et explorateur de l'Afrique noire.

## Biographie
Après avoir étudié dans plusieurs universités (Heidelberg, Munich et Berlin) il s'investit dans la botanique et la paléontologie.
Chargé de classer les collections ramenées du Soudan par le baron von Barnim et le Dr Robert Hartmann, il s'intéressa à cette région africaine. En 1863 il entreprend avec Giovanni Miani un voyage le long des côtes de la mer Rouge, se rend à Khartoum et revient en Europe en 1866. Ses recherches suscitent l'intérêt de la Humboldt-Stiftung de Berlin et on l'envoie en 1868 pour une importante mission scientifique dans l'intérieur de l'Afrique de l'Est.
Son voyage le mène de Khartoum à Bahr-el-Ghazal en suivant le Nil blanc, puis en compagnie de marchands d'ivoire il traverse les régions habitées par les Diur (Dyoor), Dinka, Bongo et Niam-Niam. Il entre ensuite dans le pays des Mangbettu (Monbuttu) et découvre la rivière Welle (le 19 mars 1870), qui ne fait pas partie du bassin hydrographique du Nil, et qu'il pensa erronément lié au lac Tchad (en réalité affluent du fleuve Congo).

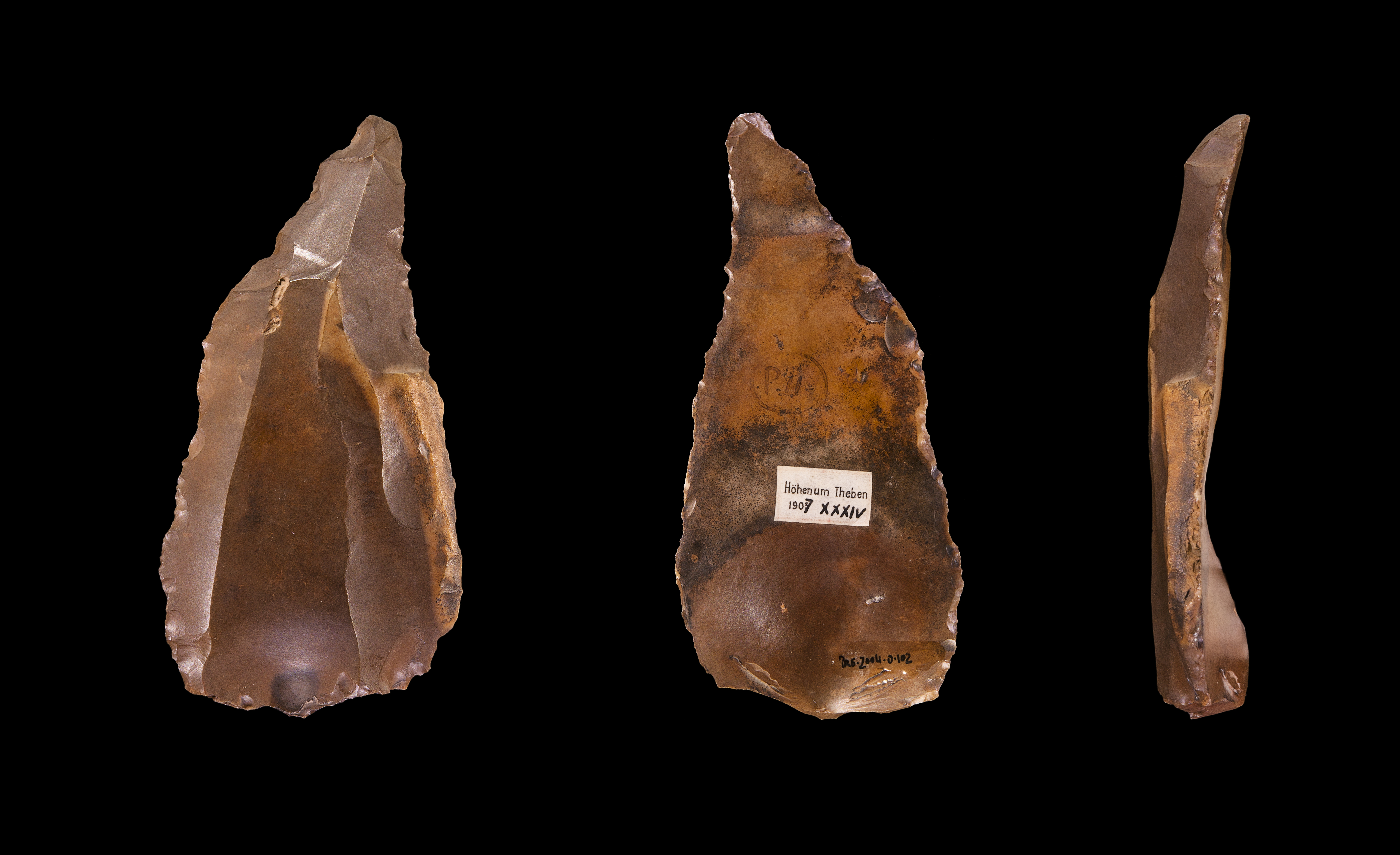
Outil du Paléolithique, Vallée des Rois Égypte - Muséum de Toulouse

En 1871 il découvre en Afrique centrale des figurines sculptées, c'est le début des dits Arts Nègres en Europe.
Schweinfurth a fait largement évoluer la connaissance que l'on a des habitants, de la faune et de la flore d'Afrique centrale. Il a décrit en détail les pratiques cannibales des Mangbettu, et sa découverte des pygmées Akka mit un terme au débat sur l'existence d'hommes de petite taille en Afrique. Le récit de son expédition a été publié dans Im Herzen von Afrika.
En 1873-1874 il accompagne Friedrich Gerhard Rohlfs (1831-1896) dans son expédition à travers le désert Libyen.
Installé au Caire en 1875, il crée la Société khédivale de géographie, et se consacre exclusivement à l'étude historique et ethnologique de l'Afrique.
En compagnie de Paul Güssfeldt (1840-1920), il pénètre dans le désert d'Arabie, et continue ses explorations jusqu'en 1888 (notamment des observations botaniques et géologiques à Fayoum, dans la vallée du Nil). L'année suivante, il retourne vivre à Berlin, mais repartira encore visiter l'Érythrée alors colonie italienne en 1891, 1892 et 1894.

## Œuvres
- Au cœur de l'Afrique. 1868-1871. Voyages et découvertes dans les régions inexplorées de l'Afrique centrale, Paris, Hachette, 1875, 2 volumes. [Im Herzen von Afrika].
- Artes Africanæ, 1875.
- Georg Schweinfurth et Paul Ascherson, Primitiæ Floræ Marmaricæ, mit Beträgen von P. Taubert, in: Bulletin de l'Herbier Boissier, Genève, vol. 9, p. 433 sq, septembre 1893

## Postérité
Plusieurs espèces lui ont été dédiées : Canarium schweinfurthii, Psiadia schweinfurthii, Thunbergia schweinfurthii, etc.